# Thalictrum papuanum
Thalictrum papuanum är en ranunkelväxtart som beskrevs av Henry Nicholas Ridley. Thalictrum papuanum ingår i släktet rutor, och familjen ranunkelväxter. Inga underarter finns listade i Catalogue of Life.